# Varle
Varle (latinsky: testis, množné číslo varlata, latinsky: testes) je samčí pohlavní žláza obratlovců, tedy i muže. Ve varleti dochází k vývoji mužské pohlavní buňky – spermie. Varlata jsou také důležitá endokrinní žláza, která produkuje pohlavní hormony (např. testosteron).
Jedná se o párový orgán; zdravý jedinec má dvě varlata, z nichž u člověka je levé většinou větší a sestouplejší. Varlata mají vejčitý (ovoidní) tvar, jsou hladká, ze stran mírně zploštělá a na pohmat mírně citlivá. Velikost varlat je u člověka proměnlivá, uvádí se délka 4–5 cm, šířka 3–3,5 cm a tloušťka 2,5 cm. Hmotnost jednoho varlete se pohybuje od 15 do 25 gramů. Na jeho zadní a horní straně na něj navazuje nadvarle. Chámovod spolu s cévami tvoří svazek, který pokračuje do tříselného kanálu a dutiny břišní.
Homologickým orgánem samic jsou vaječníky.

## Uložení varlat

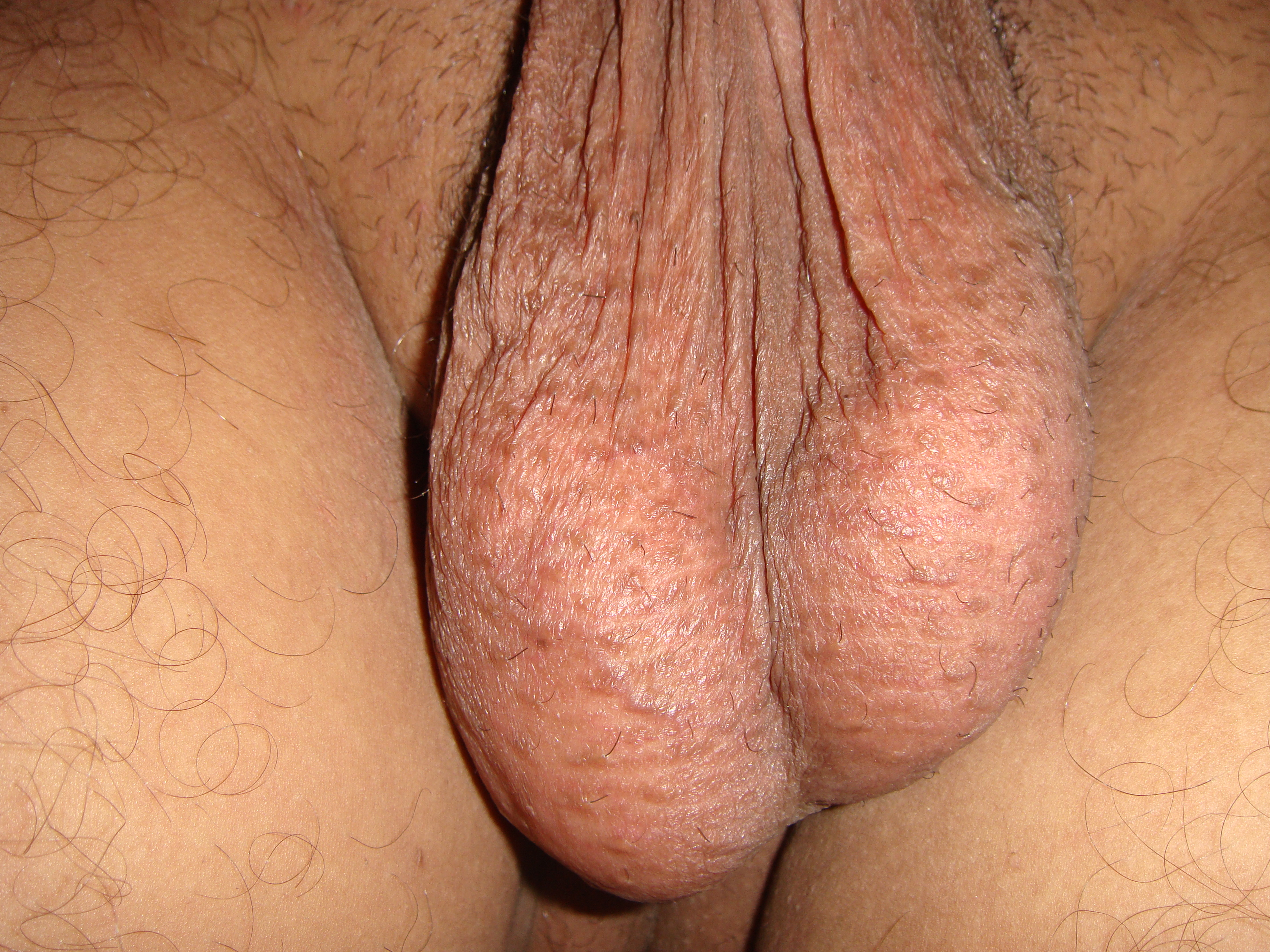
Uložení varlat v šourku. Z fotografie je patrné níže položené pravé varle (aby se o sebe netřela) a dorůstající ochlupení po oholení genitálií

U muže jsou varlata umístěná za penisem v kožním vaku, který se nazývá šourek (skrotum). Stejně uložená varlata mají také všichni domácí savci. U vačnatců a zajícovců je šourek s varlaty umístěn před penisem. U některých savců (sloni, nosorožci, kytovci) jsou varlata trvale umístěná v dutině břišní.
Varlata se vyvíjejí v břišní dutině a většinou již v průběhu nitroděložního života sestupují tříselným kanálem do šourku.
U chlapců by k sestupu varlat mělo dojít do 3 měsíců věku, u štěňat do 14 dnů po narození. U některých savců dochází k sestupu už prenatálně. Mezi anomální stavy patří absence jednoho či obou varlat (anorchismus), nadpočetnost varlat (triorchie) a nesestoupení varlat (kryptorchismus). Kryptorchismus se rozlišuje jednostranný (monorchismus) či oboustranný, tj. zda nesestoupilo jedno či obě varlata, a dále, v závislosti na umístění nesestoupeného varlete, tzv. retinované či ektopické varle. Oboustranný kryptorchismus vede k neplodnosti.

## Stavba

Schéma stavby varlete:
1. tunica albuginea, 2. septula testis, 3. lalůček varlete, 4. mediastinum testis, 5. tubuli seminiferi contorti, 6. tubuli seminiferi recti, 7. rete testis, 8. vývodné kanálky varlete, 9. kanálek nadvarlete, 10. počáteční část chámovodu

Na povrchu je varle pokryté vazivovým obalem (tunica albuginea), vazivo zasahuje i do parenchymu varlete a rozděluje ho na neúplné lalůčky. Nerozdělená část varlete (mediastinum) přechází v hlavu nadvarlete. Parenchym varlete se skládá z mnohonásobně stočených semenotvorných kanálků (tubuli seminiferi contorti) a řídkého vaziva vyplňujícího prostor mezi nimi. Stěnu semenotvorných kanálků tvoří zárodečný epitel, který je tvořen spermatogoniemi, buňkami, ze kterých mohou vznikat spermie a dalšími nezralými stadii spermatogeneze. Tyto buňky jsou chráněné a vyživované podpůrnými Sertoliho buňkami. Sertoliho buňky obalují jednotlivá stadia vývoje spermie a chrání je před vlivy vnějšího prostředí, tvoří i bariéru mezi nimi a potenciálně škodlivými látkami přítomnými v krvi. Semenotvorné kanálky se spojují a přechází do kanálků nadvarlete.
Během dospělosti jsou v semenotvorných kanálcích neustále produkovány spermie, samčí pohlavní buňky. Spermie ke svému vývinu potřebují teplotu okolo 34,4 °C, při vyšších teplotách dochází k útlumu spermatogeneze a při dlouhodobém působení vysokých teplot může dojít až k zániku populace spermatogonií a k trvalé neplodnosti. Teplota varlat je ovladatelná pomocí napětí stěny šourku. Při stažení šourku se varlata přitáhnou blíže k tělu, kde se jejich teplota zvýší. Při povolení stěny šourku naopak teplota uvnitř poklesne.
V řídkém vazivu, které obklopuje semenotvorné kanálky, se nacházejí intersticiální Leydigovy buňky. Ty produkují testosteron – mužský pohlavní hormon. Díky testosteronu dochází k diferenciaci spermatogonií a k vývoji spermií a rozvoji druhotných pohlavních znaků (mohutnost postavy a kostry, růst vousů, ochlupení, mužský hlas aj.). Sertoliho buňky produkují zase tzv. antimülleriánský hormon, který způsobuje atrofii a resorbci Müllerova vývodu během embryonálního vývoje pohlavních cest a tak zajišťuje správný vývoj samčích pohlavních orgánů.

## Nemoci a vady varlat
Mezi nejčastější vývojové vady patří retence varlat (kryptochorismus). Stav, kdy varle není u novorozence přítomné v šourku, ale nachází se v tříselném kanálu nebo uvnitř břišní dutiny. Tento stav se vyskytuje u 1 % chlapců ve věku jednoho roku a až u 0,8 % dospělých mužů. Stav může být komplikován zaniknutím (atrofizací) tubulů a následně vést až ke sterilitě. Hypoplastická varlata se mohou nacházet například u Klinefelterova syndromu a dalších vrozených syndromů.
Varle se může vlivem vnější síly obtočit okolo vlastní osy a dochází k torzi varlete. Tento stav je velmi rizikový a vyžaduje akutní péči, neboť vlivem zaškrcení cévního svazku, který varle vyživuje, do několika hodin dochází k hemoragickému infarktu, nekróze a tedy odumření varlete.
Ve varleti se může také nacházet patologický obsah, nebo docházet k zánětu (orchitida). K zánětu často dochází vlivem sexuálně přenosných nákaz, nebo virovými nákazami jako jsou příušnice (parotitida). 
U mužů je relativně častý výskyt nádorů ve varlatech a tak se doporučuje pravidelné samovyšetření pohmatem a při podezření na nádor vyhledání lékařské péče. Nádory varlat se dělí dle své histologické povahy. V 90 % se jedná o nádory zhoubné povahy. 